# 森特 (瑞士)

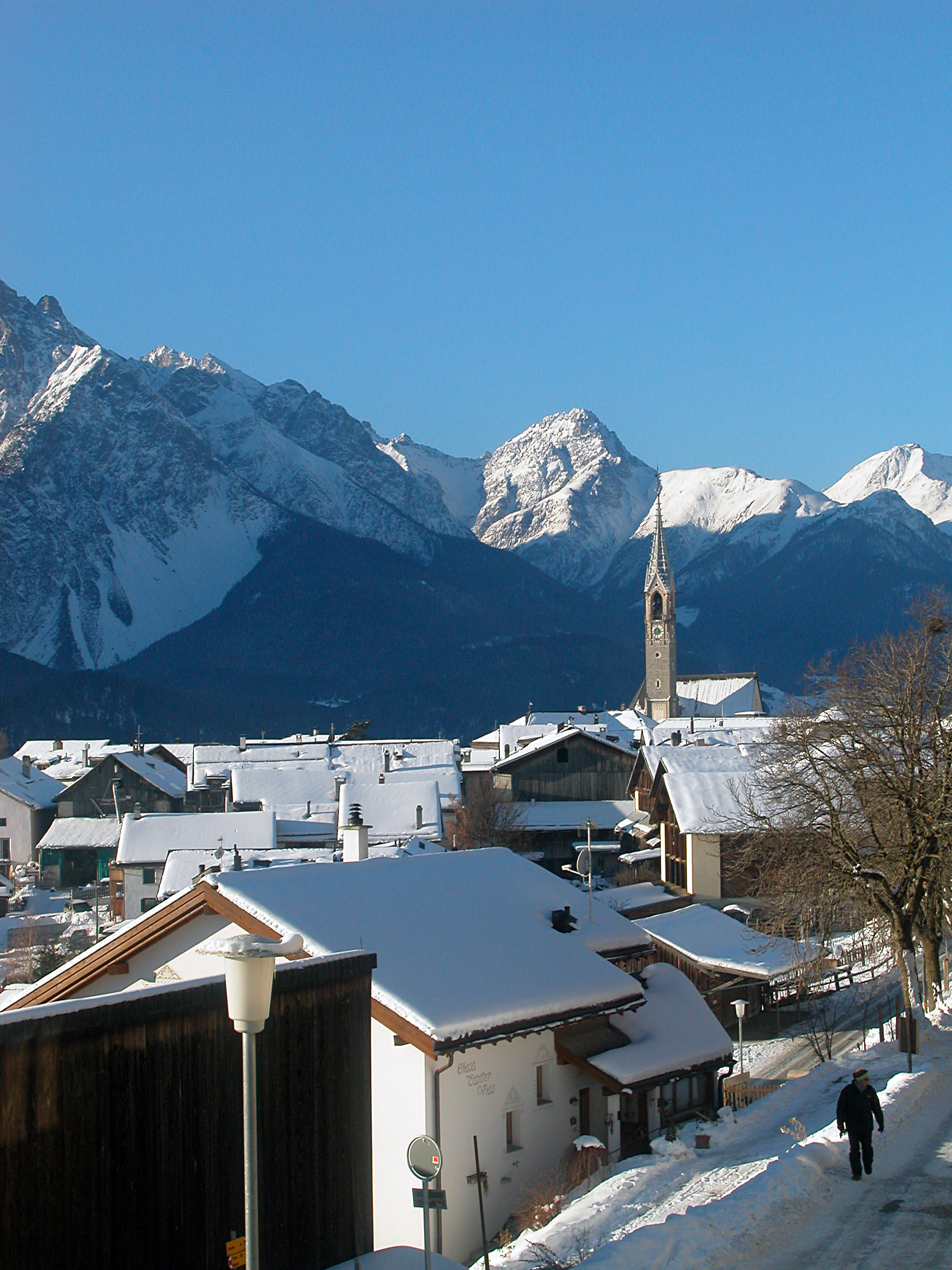

森特是瑞士的城鎮，位於該國東部，由格勞賓登州負責管轄，面積111.59平方公里，海拔高度1,440米，2011年人口896，七成居民使用羅曼什語，人口密度每平方公里8人。